# Рилово (Калязінський район)
Рилово (рос. Рылово) — присілок в Калязінському районі Тверської області Російської Федерації.
Населення становить 47 осіб. Входить до складу муніципального утворення Семендяєвське сільське поселення.

## Історія
Від 2005 року входило до складу муніципального утворення Семендяєвське сільське поселення.

## Населення
| 1859 | 1888 | 2002 | 2010 |
| ---- | ---- | ---- | ---- |
| 117  | ↘89  | ↘55  | ↘47  |